# Yobibyte
Een yobibyte is een eenheid van informatie of computeropslag. Een yobibyte wordt afgekort als YiB.
1 yobibyte = {\displaystyle 2^{80}} bytes = 1.208.925.819.614.629.174.706.176 bytes = 1024 zebibytes
De yobibyte is nauw verwant met de yottabyte, die gelijk is aan {\displaystyle 10^{24}} bytes = 1.000.000.000.000.000.000.000.000 bytes.
Andere eenheden of benamingen: bit · nibble/tetrade · byte/octet · phit · qubit · qutrit · trit